# Philonicus tuxpanganus
Philonicus tuxpanganus är en tvåvingeart som först beskrevs av Luigi Bellardi 1862.  Philonicus tuxpanganus ingår i släktet Philonicus och familjen rovflugor. Inga underarter finns listade i Catalogue of Life.